# Callionymus draconis
Callionymus draconis, tên thông thường là cá đàn lia gai Nhật Bản, là một loài cá biển thuộc chi Callionymus trong họ Cá đàn lia. Loài này được mô tả lần đầu tiên vào năm 1977.

## Phân bố và môi trường sống
C. draconis được tìm thấy ở ngoài khơi Nhật Bản và Tây Úc, ở độ sâu khoảng 150 m trở lại.

## Mô tả
Chiều dài lớn nhất được ghi nhận ở C. delicatulus là khoảng 9 cm.